# SPOTV Games
SPOTV 게임즈(SPOTV GAMES)는 스포츠중계권 업체로 유명한 에이클라 미디어그룹 산하의 게임전문채널이었다. 2013년 12월 28일 개국했다.
SPOTV 게임즈의 개국 전에는 SPOTV에서 2012 MLG vs Proleague Invitational과 SK플래닛 스타크래프트 II 프로리그 12-13, WCG 2013 그랜드파이널의 중계를 맡기도 했다. IPTV의 B TV와 U+ TV, 올레 TV에서, 케이블 TV는 LG헬로비전, 딜라이브, 아름방송, 현대HCN, CMB, 푸른방송, 서경방송, 충북방송, 티브로드, 광주방송, 남인천방송에서 송출되고 있다. 또한 네이버 스포츠, 유튜브, 아프리카TV 등의 채널링으로 SPOTV 게임즈의 실시간시청이 가능하다.
2020년 3월 16일 연예/오락 전문채널 STATV로 변경되었다.

## 연혁
- 2012년 2012 MLG vs Proleague Invitational 중계 (SPOTV)
- 2012년 스타크래프트 II 프로리그 12-13 중계 (SPOTV)
- 2013년 WCG 2013 그랜드파이널 중계 (SPOTV)
- 2013년 12월 28일 SPO TV 게임즈 정식 개국 (B TV, U+ TV 송출 시작)
- 2014년 2월 25일 CJ헬로비전 송출 시작
- 2014년 4월 30일 올레 TV 송출 시작
- 2014년 9월 2일 U+ TV, FULL HD로 화질 전환
- 2015년 1월 15일 eSportsTV 런칭
- 2015년 7월 1일 올레 TV 채널 번호 변경 (283 → 124)
- 2015년 7월 23일 C&M 송출 시작
- 2015년 7월 28일 아름방송 송출 시작
- 2015년 8월 4일 현대HCN, CMB 송출 시작
- 2015년 8월 11일 푸른방송 송출 시작
- 2015년 8월 25일 서경방송 송출 시작
- 2015년 9월 3일 CJ헬로비전 추가 송출 및 채널 번호 변경 (122 → 113)
- 2015년 9월 16일 충북방송 송출 시작
- 2015년 10월 1일 티브로드 송출 시작
- 2015년 11월 10일 광주방송 송출 시작
- 2016년 11월 8일 B TV 채널 번호 변경 (262 → 137)
- 2016년 11월 8일 남인천방송 송출 시작
- 2020년 3월 16일 연예/오락 전문채널 STATV로 변경

## 송출 당시 방송했던 리그 및 챔피언십 프로그램

#### 리그
- 넥슨 카트라이더 리그 시즌 제로
- 넥슨 카트라이더 리그 배틀 로얄
- 넥슨 카트라이더 리그 에볼루션
- 넥슨 카트라이더 리그 버닝 타임
- 넥슨 카트라이더 리그 듀얼 레이스
- EA SPORTS 피파온라인3 챔피언십 2013
- EA SPORTS 피파온라인3 챔피언십 2014
- EA SPORTS FIFA ONLINE3 SPEARHEAD INVITATIONAL 2014
- EA SPORTS 피파온라인3 챔피언십 2015
- EA SPORTS 피파온라인3 챔피언십 2015 시즌2
- 코리아 도타 2 리그
- 스타크래프트 프로리그
- 인텔 익스트림 마스터즈
- The International
- CRASH
- 서든어택 챔피언스리그
- 리그 오브 레전드 챔피언스 코리아
- SSL 시리즈
- 넥슨 카트라이더 리그
- 피파온라인3 챔피언십
- 액션토너먼트
- KeSPA컵

#### 프로그램
- 피파온라인3 완전정복
- 퍼펙트 플레이어 FO3
- 피파온라인3 막말토론
- 피파온라인3 챔피언십 매거진
- KDL 라운지 시즌 1
- TIP of GOD 인규
- 챔피언쉽 매거진 스로인
- 지혜의 남자
- KDL 라운지 시즌 2
- 서초동 오락실
- 버블파이터
- 공허의 유채꽃
- 모두의 유채꽃
- 프라임 타임 리그 코리아
- 껨通

- GAME it슈

## 존속 당시 소속 방송인
- 김철민 캐스터
- 성승헌 캐스터
- 이기민 캐스터
- 김익근 캐스터
- 유대현 캐스터 및 해설위원
- 한승엽 해설위원
- 고인규 해설위원
- 장지현 해설위원
- 김대겸 해설위원
- 정준 해설위원
- 정인호 해설위원
- 온상민 해설위원
- 안준영 해설위원
- 이성은 해설위원

## 같이 보기
- SPOTV
- SPOTV+
- 넥슨 아레나